# Parashada truncata
Parashada truncata là một loài bướm đêm thuộc phân họ Arctiinae, họ Erebidae.